# Печери Пом'єр
Печери Пом'єр — це група з 55 печер, розташованих на північ від Сан-Крістобаля на півдні Домініканської Республіки. Вони містять найбільшу колекцію печерного живопису в Карибському басейні, створених 2000 років тому, в першу чергу народу таїно, карибів і ігнері, доколумбової ери корінних жителів Багамських островів, Великі Антильські острови, і деякі з Малих Антильських островів. Ці печери були пошкоджені внаслідок неконтрольованого видобутку вапняку поблизу.

## Важливість
Археологи описали важливість збереження цих печер, які були вперше виявлені в 1851 році. Печери містять приблизно 6000 малюнків, різьблення та піктограми птахів, риб, плазунів та людських фігур. Картини були намальовані вугіллям, змішаним з тваринним жиром. Археологи стверджують, що картини були захищені природною вологістю, що забезпечується глибиною печер, оскільки вони простягаються до 1000 футів нижче рівня моря.

## Захист
У 1996 році антропологічний заповідник Куевас-де-Борбон у Сан-Крістобалі був розширений для захисту печер Пом'єр від видобутку вапняку. Це підвищило їх охоронну категорію та включило їх до Національної системи охоронних територій через Загальний закон про екологічні та природні ресурси, Закон 64-00, який також містив вказівки Секретаріату з питань нерухомості, що здійснює нагляд за його виконанням.

## Галерея

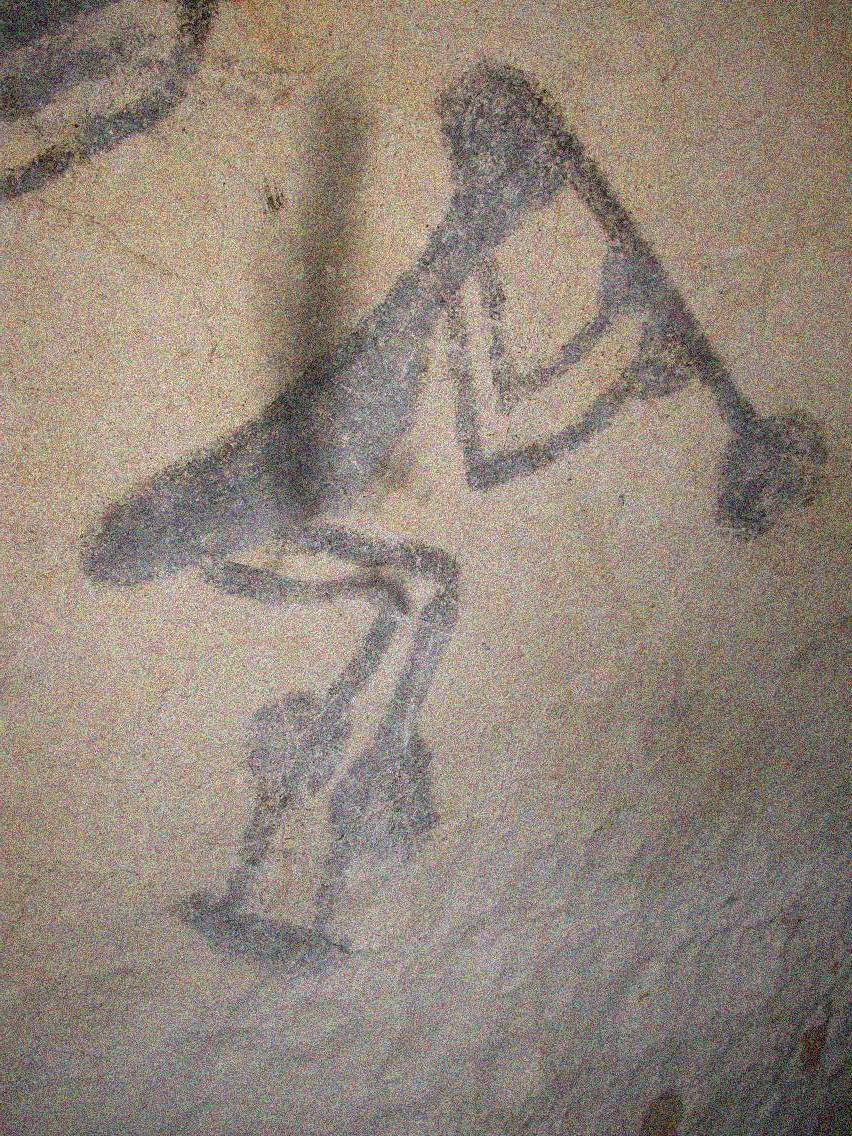
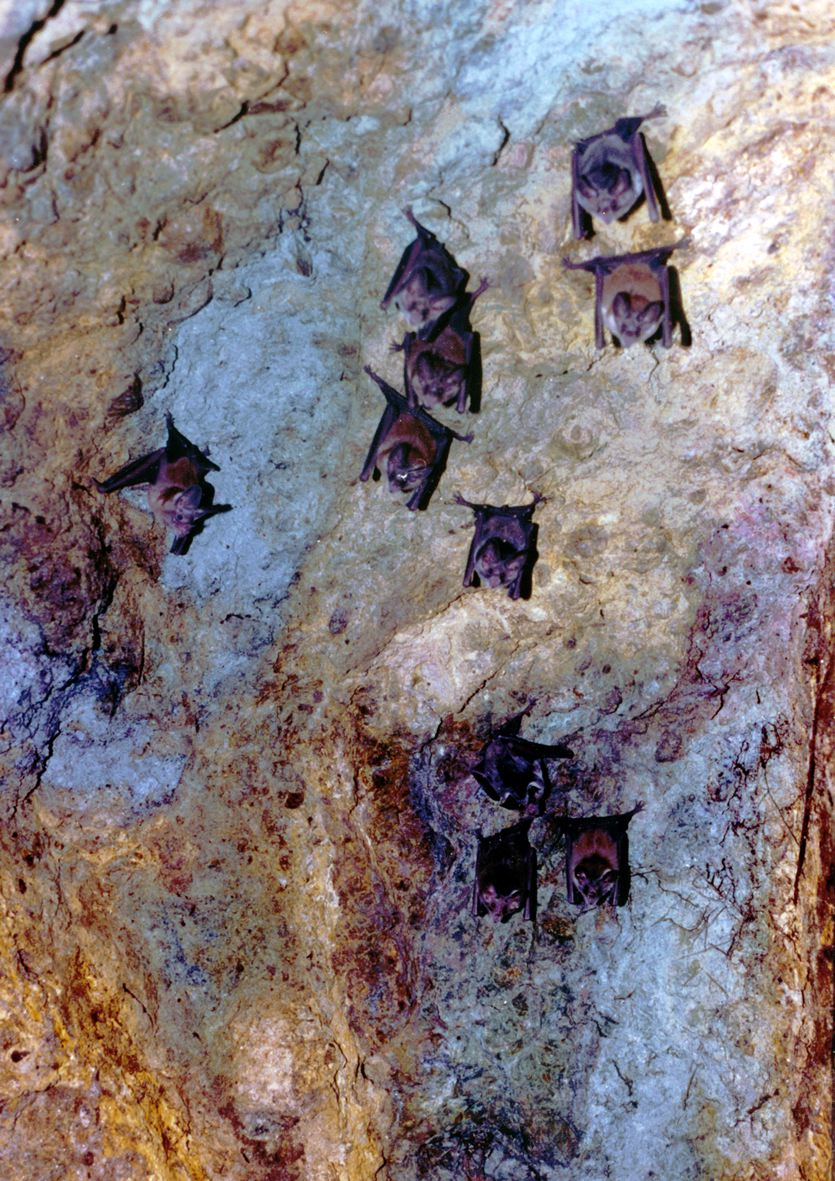
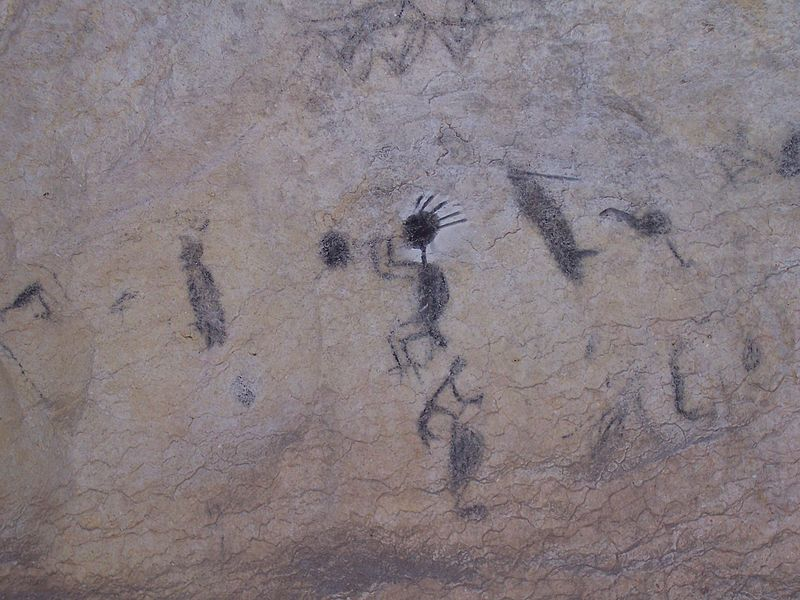